# Clive Rowlands
Daniel Clive Thomas Rowlands (* 14. Mai 1938 in Upper Cwmtwrch, Powys; † 29. Juli 2023 in Swansea) war ein walisischer Rugby-Union-Spieler und -trainer.
Rowlands gab sein Nationalmannschaftsdebüt 1963 gegen England. In all seinen 14 Länderspielen war er auch Kapitän der walisischen Auswahl. 1965 führte er Wales zum Gewinn der Triple Crown. Er spielte für die Clubs Abercrave RFC, Pontypool RFC, Llanelli RFC und Swansea RFC. Bei Pontypool und Swansea war er ebenfalls Kapitän.
Nach seinem Karriereende wurde Rowlands 1968 zum Nachfolger von David Nash als walisischer Nationaltrainer. Er leitete sein Heimatland zwischen 1968 und 1974 und gewann unter anderem 1971 den Grand Slam bei den Five Nations. Bei der ersten Weltmeisterschaft 1987 war er team manager der Waliser. Zwei Jahre später fungierte er als Manager der Tour der British and Irish Lions nach Australien. Im selben Jahr wurde er Präsident der Welsh Rugby Union.